# Don't Call It Mystery
Don't Call It Mystery (ミステリと言う勿れ?, Mystery to iu nakare), noto anche con il titolo internazionale Do Not Say Mystery, è un manga scritto e disegnato da Yumi Tamura, pubblicato dalla Shōgakukan su Monthly Flowers a partire dal 28 novembre 2016.
A marzo 2023, Edizioni BD ha annunciato che avrebbe pubblicato la serie sotto l'etichetta J-Pop a partire dal 19 luglio 2023.

## Trama
Kumo è uno studente universitario dai capelli estremamente folti, che si ritrova accusato all'improvviso di omicidio: un suo compagno di studi è stato infatti ucciso, ed è stato visto allontanarsi dal cadavere un uomo quasi identico a lui.

## Manga
Il manga, scritto e disegnato da Yumi Tamura, viene serializzato dal 28 novembre 2016 sulla rivista Monthly Flowers edita da Shōgakukan. I capitoli vengono raccolti in volumi tankōbon a partire dal 10 gennaio 2018. Al 10 marzo 2025 sono stati pubblicati 15 volumi.
In Italia la serie viene pubblicata da Edizioni BD sotto l'etichetta J-Pop a partire dal 19 luglio 2023. La traduzione dei testi è curata da Matteo Cremaschi.
La serie viene distribuita anche negli Stati Uniti da Seven Seas Entertainment, in Francia da Noeve Grafx, in Germania da Tokyopop, in Spagna da Distrito Manga, in Turchia da Gerekli Şeyler Yayıncılık, in Brasile da Editora JBC, in Thailandia da Siam Inter Multimedia, in Corea da Seoul Media Comics e in Polonia da Studio JG.

### Volumi
| Nº | Data di prima pubblicazione | Data di prima pubblicazione | Data di prima pubblicazione | Data di prima pubblicazione |
| Nº | Giapponese                  | Giapponese                  | Italiano                    | Italiano                    |
| -- | --------------------------- | --------------------------- | --------------------------- | --------------------------- |
| 1  | 10 gennaio 2018             | ISBN 978-4-09-870029-5      | 19 luglio 2023              | ISBN 978-88-349-2055-8      |
| 2  | 10 maggio 2018              | ISBN 978-4-09-870120-9      | 20 settembre 2023           | ISBN 978-88-349-2207-1      |
| 3  | 10 ottobre 2018             | ISBN 978-4-09-870204-6      | 22 novembre 2023            | ISBN 978-88-349-2208-8      |
| 4  | 8 febbraio 2019             | ISBN 978-4-09-870406-4      | 10 gennaio 2024             | ISBN 978-88-349-2387-0      |
| 5  | 10 settembre 2019           | ISBN 978-4-09-870542-9      | 13 marzo 2024               | ISBN 978-88-349-2490-7      |
| 6  | 10 febbraio 2020            | ISBN 978-4-09-870861-1      | 22 maggio 2024              | ISBN 978-88-349-2558-4      |
| 7  | 10 settembre 2020           | ISBN 978-4-09-871103-1      | 21 agosto 2024              | ISBN 978-88-349-2707-6      |
| 8  | 10 marzo 2021               | ISBN 978-4-09-871277-9      | 27 novembre 2024            | ISBN 978-88-349-3055-7      |
| 9  | 9 luglio 2021               | ISBN 978-4-09-871400-1      | 19 febbraio 2025            | ISBN 978-88-349-3211-7      |
| 10 | 10 dicembre 2021            | ISBN 978-4-09-871497-1      | 21 maggio 2025              | ISBN 978-88-349-3351-0      |
| 11 | 10 giugno 2022              | ISBN 978-4-09-871690-6      | 20 agosto 2025              | ISBN 978-88-349-3575-0      |
| 12 | 10 gennaio 2023             | ISBN 978-4-09-871884-9      | —                           | —                           |
| 13 | 8 settembre 2023            | ISBN 978-4-09-872214-3      | —                           | —                           |
| 14 | 10 giugno 2024              | ISBN 978-4-09-872672-1      | —                           | —                           |
| 15 | 10 marzo 2025               | ISBN 978-4-09-872897-8      | —                           | —                           |